# Doãn Ngọc Tân
Doãn Ngọc Tân (* 14. September 1994 in Sơn Tây) ist ein vietnamesischer Fußballspieler.

## Karriere
Doãn Ngọc Tân stand von 2015 bis 2020 beim Hải Phòng FC unter Vertrag. Der Verein aus Hải Phòng spielte in der höchsten vietnamesischen Liga, der V.League 1. 2016 feierte er mit dem Verein die Vizemeisterschaft. Nach 82 Erstligaspielen unterschrieb er am 1. Dezember 2020 einen Vertrag beim Ligakonkurrenten FC Thanh Hóa in Thanh Hóa.